# Memorias de una geisha (novela)
Memorias de una geisha (título original: Memoirs of a Geisha) es una novela de Arthur Golden, publicada en 1997. La novela cuenta la historia de una geisha que trabajaba en Kioto antes de la Segunda Guerra Mundial. Se  adaptó al cine con el mismo título.

## Argumento
La protagonista, Chiyo, y su hermana mayor, Satsu, viven en un pueblo a las orillas del Mar del Japón, Yoroido. Son conducidas a Gion por un hombre llamado señor Bekku. Satsu es vendida a un burdel y Chiyo a una okiya (una casa para las geishas).
Chiyo se hace amiga de Calabaza, una muchacha que llevaba unos meses más que ella. Después de varios años, Calabaza se convierte en la hermana menor de Hatsumono y debido a ello, Hatsumono le prohíbe hablar con Chiyo.
Debido a sus inusuales ojos, de color azul grisáceo, Chiyo va a convertirse en geisha, a pesar de la rivalidad de Hatsumono, la única geisha actual de la okiya Nitta. La arrogante Hatsumono advierte el potencial de Chiyo, ya que representa una posible competencia. Chiyo queda reducida al papel de sirvienta de la okiya, perdiendo sus posibilidades de convertirse en geisha a causa de las maquinaciones de Hatsumono.
Su breve encuentro con un enigmático y cortés caballero, conocido como el "Presidente" consigue cambiar su suerte. Chiyo consigue llamar la atención de la geisha con más éxito en Gion, Mameha, a la que Hatsumono desprecia porque la supera en cada aspecto y a la que no puede vencer, entre otras cosas porque Mameha ha obtenido su independencia como geisha, mientras que Hatsumono aún no. 
Mameha adopta a Chiyo como aprendiz (hermana menor) y la prepara para competir contra Hatsumono. Chiyo piensa que Mameha solo quiere usarla para vengarse de Hatsumono, pero al final se entera de que lo hace por recomendación del mismo Presidente. Cuando Chiyo inicia su aprendizaje junto a Mameha, recibe un nuevo nombre: Sayuri. Sayuri y Mameha acaban completamente con la reputación de Hatsumono, quien es expulsada de la okiya.
Una vez que vende su virginidad, Sayuri no era solo una geisha con éxito, sino que consigue pagar todas sus deudas que tenía con la okiya Nitta y es adoptada por el ama de la okiya, Mamita. El inicio de la Segunda Guerra Mundial, un tema que aparece reflejado en las crecientes referencias a los militares japoneses, supone un nuevo reto para la heroína. De pronto, sus logros se vuelven irrelevantes y su belleza física queda devaluada debido al trabajo manual y la carencia de alimentos. Su vida de lujos cambia y es sustituida por duras condiciones y trabajo físico. 
Durante su período como geisha antes de la guerra, vuelve a encontrarse con el presidente, pero no consigue acercarse a él tanto como quiere. En cambio, las circunstancias la empujan a unirse a Nobu, el mejor amigo del Presidente. Es Nobu quien salva a Sayuri de la dureza de la guerra hasta que Gion pueda recuperar su antiguo esplendor, bajo la condición de que le permita después ser su danna, cosa que ella acepta a pesar de que es el presidente el hombre que ella desea.  
No es hasta que se encuentra en una situación límite, cuando el deseo de Sayuri de estar junto al señor Presidente la libera y ella sale en busca de su propio destino. Cuando el señor Presidente la saca de la okiya para que sea su danna, y debido a los continuos viajes de negocios del señor Presidente, ella establece una casa de té para empresarios japoneses en Nueva York, de modo que el señor Presidente puede salvar su imagen en Japón cuando su hija está a punto de casarse con un hombre destinado a ser su heredero.

## Controversia
Tras la publicación de la novela, Arthur Golden fue denunciado por la geisha Mineko Iwasaki, con la que había trabajado, por difamación e incumplimiento de contrato. Según la demandante, su acuerdo suponía el anonimato total, pues existe un código de silencio cuya ruptura supone una gran ofensa. Además, Iwasaki dice que la novela de Golden retrata a las geishas como prostitutas de clase alta, cuando por ejemplo se subasta la virginidad de Sayuri al mejor postor. Iwasaki declaró que esto no solo no le había ocurrido a ella, sino que tal costumbre no había existido jamás en Gion. Iwasaki recibió incluso amenazas de muerte y peticiones de censura por deshonrar su profesión.
Mineko Iwasaki presentó la demanda contra Arthur Golden en la corte federal de Manhattan al escribir Memorias de una Geisha (1997), pidiendo un porcentaje de los 10 millones de dólares en ventas por incumplir anonimato y decir que la señorita Iwasaki fue vendida al mundo de las geishas por sus padres, y que su virginidad fue subastada al mejor postor cuando se hizo profesional.  En 2003, Iwasaki y Golden alcanzaron un acuerdo no judicial por una cantidad económica que se desconoce.Después, Mineko Iwasaki escribió su autobiografía, llamada Vida de una geisha (2002).

## Ediciones originales del libro
- Golden, Arthur, Memoirs of a Geisha. New York, Alfred A. Knopf, 1997 ISBN 0-375-40011-7 (Hardcover)
- Golden, Arthur, Memoirs of a Geisha. London & New York, Vintage, 2005 ISBN 0-09-949818-9 (Paperback)*